# بی سیتی (تگزاس)
بی سیتی، تگزاس(به انگلیسی: Bay City, Texas) شهری در ایالت تگزاس از ایالات جنوبی ایالات متحده آمریکا است. در سرشماری سال ۲۰۰۰، جمعیت این شهر ۱۸۶۶۷ نفر اعلام شد.